# Скибординг
Скибординг (енгл. skiboarding) је врста скијања слободним стилом у оквиру ког се користе двослојне скије, панцерице и везови. Штапови се не користе. Познат је и као скиблејдинг (енгл. skiblading) или сноублејдинг (енгл. snowblading). Скибординг је рекреативни спорт без званичне асоцијације и такмичења.
Аустријски Кнајсел Бигфут први је масовно производио скиборд 1991. Затим су то урадили амерички произвођачи попут Лајн Скиза, што је утицало на популаризацију спорта. Од 1998. до 2000. скибординг је био део зимских игара – Икс Гејмз.
Данас многи познати брендови производе скиборд – К2, Атомик, Елан, Хед, Саломон.
Скије су дугачке између 75 и 135 cm, облика су параболе попут сноуборда и са јаким дрвеним језгром. Дужина и ширина зависе од висине скијаша, стила вожње и кондиције.